# Inno della Repubblica d'Inguscezia
L'inno nazionale della Repubblica d'Inguscezia (in inguscio ГӀалгӀай Республика паччахьалкxен гимн?) è uno dei simboli della Repubblica previsti dalla Costituzione assieme alla bandiera e all'emblema e, secondo quanto riportato nella Costituzione, esprime i simboli, l'identità e le tradizioni del popolo inguscio.

## Storia
Il 27 agosto 1993, l'Assemblea Popolare della Repubblica d'Inguscezia decise di adottare un inno per il proprio Stato, scegliendo come base costituente del testo le poesie del poeta inguscio Ramzan Tsurov. Poco dopo, nello stesso anno, le strofe scelte furono messe in musica dal compositore inguscio  Ruslan Zangiev e, infine, il componimento fu approvato come inno dall'assemblea.
Nel 2005, la nuova leadership inguscia, guidata dal presidente Murat Magometovič Zjazikov, ritenendo che l'inno inguscio fosse troppo aggressivo e non riflettesse veramente "il desiderio del popolo di pace, creatività e relazioni di buon vicinato", decise di adottare una nuova versione dell'inno utilizzando i versi del componimento La mia madrepatria del poeta inguscio Said Chakhkiev, vietando l'utilizzo del vecchio testo in occasioni ufficiali. Tuttavia, forse proprio a causa di tale divieto, la precedente versione dell'inno guadagnò un'incredibile popolarità tra i giovani, tanto che ne furono pubblicati in rete anche alcuni adattamenti rock. Il provvedimento di divieto rimase comunque in vigore fino alla caduta del governo di Zjazikov, nel 2008, quando fu eliminato dal nuovo governo guidato da Junus-bek Bamatgireevič Evkurov, durante la cui legislatura, in particolare il 7 dicembre 2010, la vecchia versione dell'inno fu ufficialmente ripristinata.

### Testo attuale
| Inguscio | Traslitterazione | AFI | Traduzione in italiano |
| --- | --- | --- | --- |
| I Лоамий мехка хозагӀа дола дакъа ДӀа а лаьца улл хьо, ГӀалгӀайче, Курра йолаш никъ хьо хьай дӀахо Дуне мел латт яха хьо, ГӀалгӀайче. 𝄆 АллахӀ — Даьла, низ ба ГӀалгӀайченна, Везан — Даьла, йоахае ГӀалгӀайче! 𝄇 II Лаьтта даттӀал йоккха я човнаш, МоастагӀаша хьа дегӀа яьраш. Эздий хилба хьа керахьа къонгаш, ЧӀир леха, бохабе гӀаьраш. 𝄆 АллахӀ — Даьла, низ ба ГӀалгӀайченна, ЧӀир леха низ ба ГӀалгӀайченна! 𝄇 III Дунен чухьа лехаргьяц оатто, Деза вайна хьагӀ йоаца вахар. Лаьтта оахаш дахаргда лаьтта, Низ кхоаче из лаьтта аха. 𝄆 АллахӀ — Даьла, низ ба ГӀалгӀайченна, Лаьтта аха низ ба ГӀалгӀайченна! 𝄇 IV Бокъонга сатувс хьа уйлаша, Дог, тов мо, леталу хьа чӀоагӀа. Тха Даьхе, хьо массаза хийла, Кортамукъа, дех Даьлага оаха. 𝄆 АллахӀ — Даьла, низ ба ГӀалгӀайченна, Кортамукъа халлийта ГӀалгӀайче! 𝄇 | I Loamij mexka xozagha dola daqa Dwa a läca ull hwo, Ghalghaiche, Kurra jolash niq hwo hwai dwaxo Dune mel latt jaxa hwo, Ghalghaiche. 𝄆 Allah — Däla niz ba Ghalghaichenna, Vezan — Däla joaxae Ghalghaiche! 𝄇 II Lätta dattal jokqa ja chovnash, Moastaghasha hwa degha järash. Ezdij xilba hwa kjerahwa qongash, Chir lexa, boxabe ghärash. 𝄆 Allah — Däla niz ba Ghalghaichenna, Chir lexa niz ba Ghalghaichenna! 𝄇 III Dunen chuhwa lexargjjac oatto, Deza vajna hwagh joaca vaxar. Lätta oaxash daxargda lätta, Niz qoache iz lätta axa. 𝄆 Allah! — Däla niz ba Ghalghaichenna, Lätta axa niz ba Ghalghaichenna! 𝄇 IV Boqonga satuvs hwa ujlasha, Dog, tov mo, letalu hwa choagha. Txa Däxe, hwo massaza xijla, Kortamuqa, dex Dälaga oaxa. 𝄆 Allah! — Däla, niz ba Ghalghaichenna, Kortamuqa xallijta Ghalghaiche! 𝄇 | 1 [ɫɔ̯ɑ.mʲiː mʲeχ.kə χo.zəʁ‿doɫ dɑ.qʼə \|] [d͡ʡɑ‿ɑ lɛ̯æ.t͡sə uɫː ʜo ʁəɫ.ʁəj.t͡ʃʲe ‖] [kur.rə jo.ɫəʃ nʲɪqʼ ʜo ʜɑj d͡ʡɑ.χo \|] [dʏ.nʲe mʲeɫ ɫɑtː jɑχ ʜo ʁəɫ.ʁəj.t͡ʃʲe ‖] 𝄆 [ɑɫ.ɫɑh dɛ̯æ.ɫə nʲɪz bɑ ʁəɫ.ʁəj.t͡ʃʲen \|] [ʋʲe.zən dɛ̯æ.ɫə jɔ̯ɑ.χi.e ʁəɫ.ʁəj.t͡ʃʲe ‖] 𝄇 2 [lɛ̯æt.tə dɑt.tʼəɫ joχ.qə jə t͡ʃoʊ̯.nəʃ \|] [mɔ̯ɑs.tɑ.ʁəʃ ʜɑ dʲe.ʁə jɛ̯æ.rəʃ ‖] [ez.dʲij χɘɫ(ə).bə ʜɑ kʲe.rɑʜ qʼo(j)n.gəʃ \|] [t͡ʃʼʲɪr(ə) lʲe.χə bo.χə.bʲe ʁɛ̯æ.rəʃ ‖] 𝄆 [ɑɫ.ɫɑh dɛ̯æ.ɫə nʲɪz bɑ ʁəɫ.ʁəj.t͡ʃʲen \|] [t͡ʃʼʲɪr(ə) lʲe.χə nʲɪz bɑ ʁəɫ.ʁəj.t͡ʃʲen ‖] 𝄇 3 [du.nʲen t͡ʃʊ.ʜə lʲe.χər.gi.ɑt͡s ɔ̯ɑt.to \|] [dʲe.zə ʋəj.nə ʜɑg jɔ̯ɑ.t͡sə ʋɑ.χər ‖] [lɛ̯æt.tə ɔ̯ɑ.χəʒ‿dɑ.χərg.də lɛ̯æt.tə \|] [nʲɪz qɔ̯ɑ.t͡ʃʲe ɘz lɛ̯æt.tə ɑ.χə ‖] 𝄆 [ɑɫ.ɫɑh dɛ̯æ.ɫə nʲɪz bɑ ʁəɫ.ʁəj.t͡ʃʲen \|] [lɛ̯æt.tə ɑ.χə nʲɪz bɑ ʁəɫ.ʁəj.t͡ʃʲen ‖] 𝄇 4 [bo.qʼoŋ.gə sɑ.tuːs ʜɑ ʏj.ɫɑʃ \|] [dok toʊ̯ mo lʲe.tə.ɫu ʜɑ t͡ʃʼɔ̯ɑ.ʁə ‖] [t͡χə dɛ̯æ.χʲe ʜo mɑs.səz(ə) χɘj.ɫə \|] [kor.tə.mu.qʼə dʲeχ dɛ̯æ.ɫəg(ə) ɔ̯ɑ.χə ‖] 𝄆 [ɑɫ.ɫɑh dɛ̯æ.ɫə nʲɪz bɑ ʁəɫ.ʁəj.t͡ʃʲen \| [kor.tə.mu.qʼə χəl.lʲiːt ʁəɫ.ʁəj.t͡ʃʲe ‖] 𝄇 | I Tra le montagne più belle, giaci, Inguscezia. Viaggia con orgoglio verso il futuro, vivi per sempre, Inguscezia. 𝄆 Allah, dai forza all'Inguscezia, Allah, salva l'Inguscezia! 𝄇 II La terra potrebbe aprirsi a causa delle ferite inflitte dai tuoi nemici. Che i figli defunti siano nobili, che i vivi li vendichino. 𝄆 Allah, dai forza all'Inguscezia, Dalle forza per vendicarsi! 𝄇 III Non cerchiamo una vita facile, vogliamo vivere senza nera rabbia, coltiviamo la nostra Terra, abbiamo abbastanza forza per questo. 𝄆 Allah, dai forza all'Inguscezia, dacci forza per coltivare la Terra! 𝄇 IV I tuoi pensieri anelano alla giustizia, il tuo cuore arde, come una brace ardente. Sii per sempre libera, terra dei nostri padri. Lo chiediamo all'Onnipotente. 𝄆 Allah, dai forza all'Inguscezia, lascia che l'Inguscezia sia libera! 𝄇 |

## Trasmissione
Oltre che nelle occasioni ufficiali come la visita di Capi di Stato stranieri e l'apertura di ogni sessione di lavoro dell'Assemblea Popolare, l'inno nazionale della Repubblica d'Inguscezia viene trasmesso dalle emittenti televisive e radiofoniche statali che trasmettono sul territorio della Repubblica ogni giorno - prima e dopo la trasmissione - alle 6:00 e alle 24:00 in punto.